# María Pedraza

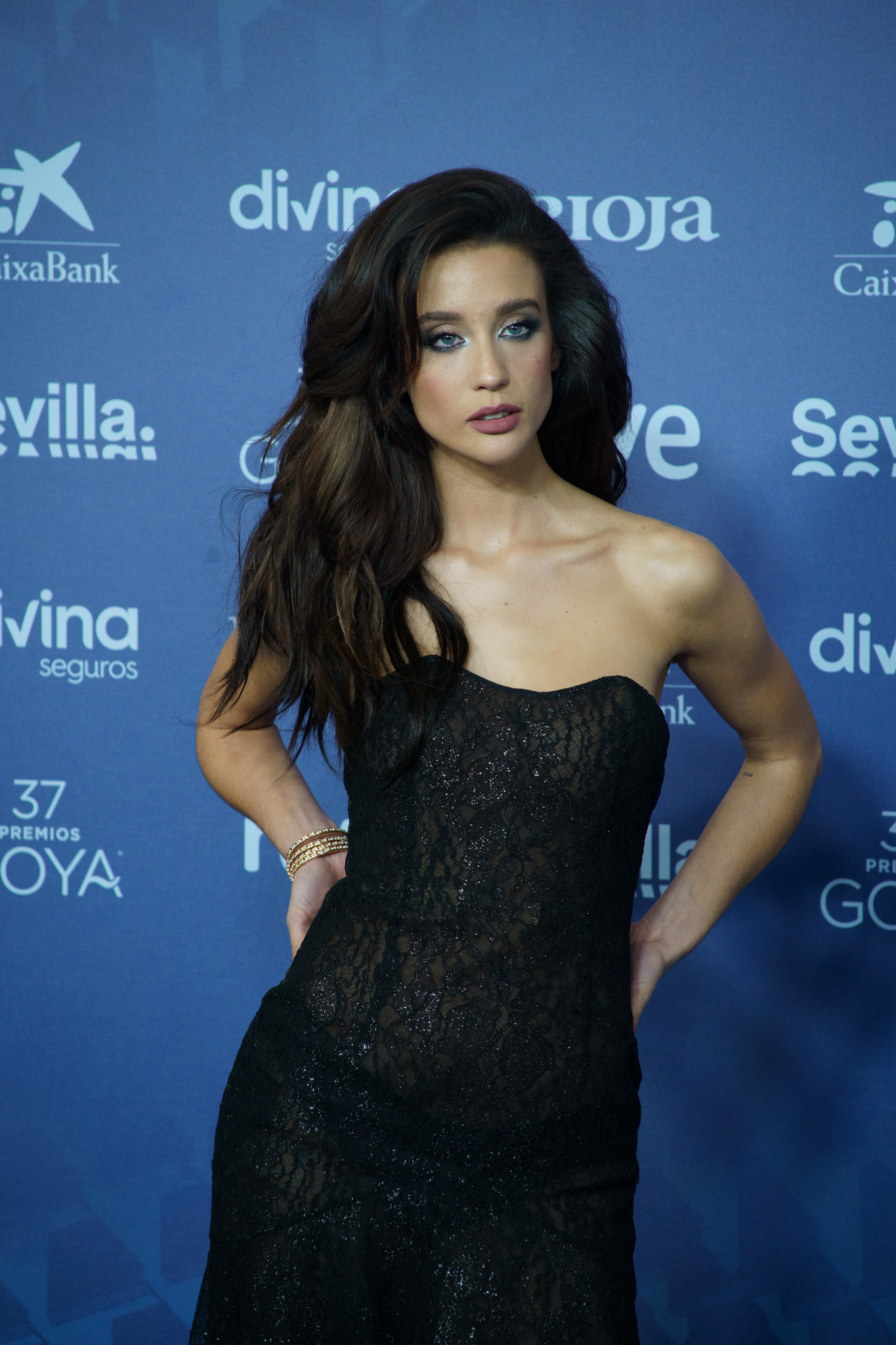
María Pedraza, 2023

María Pedraza Morillo (* 26. Januar 1996 in Madrid) ist eine spanische Schauspielerin.

## Leben
María Pedraza begann ihre Karriere als Schauspielerin, nachdem sie von Regisseur Esteban Crespo auf Instagram entdeckt wurde. Crespo setzte Pedraza in seinem Film Amar ein. Im Jahr 2017 übernahm sie in der Serie Haus des Geldes die Rolle der Alison Parker, die ihr zu internationalen Bekanntheit verhalf. In Deutschland ist die Serie über die Video-on-Demand-Plattform Netflix zu sehen. Im selben Jahr spielte sie eine Rolle in der Serie Si fueras tú, produziert von RTVE. 
Sie war von 2018 bis Dezember 2020 in einer Beziehung mit dem Schauspieler Jaime Lorente, der ebenfalls durch die Serie Haus des Geldes bekannt wurde.

## Filmografie (Auswahl)
- 2017: Amar
- 2017–2018: Haus des Geldes (La casa de papel, Fernsehserie, 15 Folgen)
- 2017: Si fueras tú (Fernsehserie, 8 Folgen)
- 2018: Élite (Webserie, 8 Folgen)
- 2019: Wen würdest du auf eine einsame Insel mitnehmen? (¿A quién te llevarías a una isla desierta?)
- 2019–2021: Toy Boy (Fernsehserie, 19 Folgen)
- 2020: El verano que vivimos
- 2021: Poliamor para principiantes
- 2021: Ego
- 2022: Wie ein Tanz auf Glas (Las niñas de cristal)
- 2023: Awareness
- 2023: Urban. La vida es nuestra (Fernsehserie, 6 Folgen)
- 2024: Der Kurier (El correo)
- 2024: Galgos (Fernsehserie, 6 Folgen)
- 2024: Bank unter Belagerung (Asalto al Banco Central, Fernsehserie, 5 Folgen)
- 2024: Fünf Freunde (The Famous Five, Fernsehserie, Folge 2x01)